# Uno Åhrén

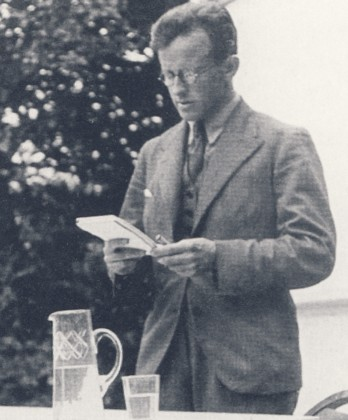
Åhrén, ~1930

Uno Åhrén (Estocolmo, 6 de agosto de 1897-Arvika, 8 de octubre de 1977) fue un arquitecto y urbanista sueco adalid del funcionalismo en Suecia.

## Biografía
Su madre se llamaba Erika Österman, y su padre Emil Åhrén era escritor/editor.
Estudió en el Real Instituto de Tecnología.
Comenzó diseñando muebles, expuso en la Exposición Conmemorativa de Gotemburgo de 1923 y en la Exposición de Artes Decorativas de 1925 en París. Åhrén fue uno de los diseñadores de la Casa de Exhibiciones de la Exposición de Estocolmo de 1930 y en 1931 fue uno de los seis coautores del manifiesto funcionalista  Acceptera!.

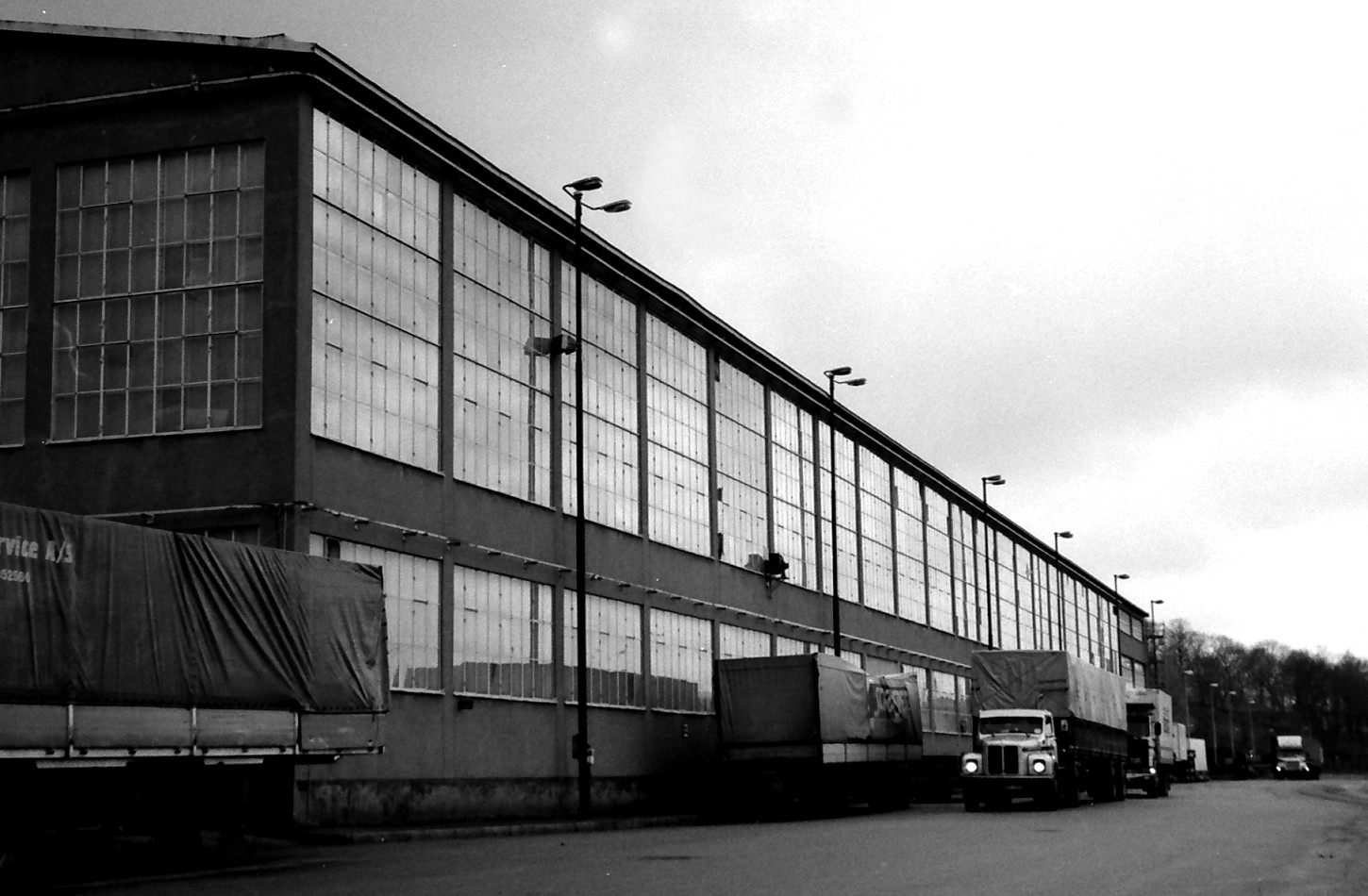
Fordhuset, 1930

Participó activamente en planificaciones urbanísticas y debatió políticas de vivienda. Escribió sobre estos temas en revistas especializadas como PLAN.
Fue miembro del Congreso Internacional de Arquitectura Moderna, y de 1947 a 1963 profesor en el Real Instituto de Tecnología.

## Obras
- Centro estudiantil del Real Instituto de Tecnología, Estocolmo, 1928-1930, con Sven Markelius
- Fábrica Ford, Estocolmo, 1930–31
- Cines  Flamman, Estocolmo, 1930